# Anaktoria
Anaktoria pour octuor est une œuvre de Iannis Xenakis composée en mai 1969. Elle a été dédiée à l'Octuor de Paris, qui l'a joué plusieurs centaines de fois à travers le monde.

## Présentation
Pour cette commande du Festival d'Avignon, Iannis Xenakis a probablement réutilisé le matériau de la pièce de musique de chambre Nomos gamma pour construire Anaktoria. Le compositeur a effectué un travail sur les sonorités et les timbres de cette formation en travaillant directement avec l'Octuor de Paris et a employé de nouveaux modes de jeu rares à l'époque : multiphoniques pour la clarinette, effet de « harpe éolienne » pour les cordes, son « bridge » pour les cordes et autres effets (répétitions rapides des notes aux vents, battements produits par l’émission d’unissons légèrement déviés...). Les cordes sont utilisées pour créer simultanément les sonorités pures des harmoniques naturelles et le son rudement bruyant du « frottement » de l'archet sur le chevalet. Alors que les cordes et les vents sont souvent joués en blocs les uns contre les autres, la clarinette est parfois traitée comme un instrument solo. On trouve un long passage à la fin, par exemple, où la clarinette joue une série de multiphoniques démesurés.  

« Musique de heurts, de silences, de retenues, de stridences, images à entendre et non plus à comprendre. Anaktoria est écrit pour un octuor (cordes, basson, cor, clarinette), et plus particulièrement à l'intention de l'Octuor de Paris. »

— Louis Dandrel, Le Monde, 13 septembre 1969
Iannis Xenakis a puisé son inspiration dans les poèmes de Sappho pour cette composition :

« Anaktoria est une musique d’états d’amour, l’amour sous toutes ses formes: charnel, spirituel, logique, etc. Ana c’est “haut”, Ktor une “construction”, Anaktor, c’est un “palais”. Anaktoria, littéralement: “belle comme un palais”, la dixième muse, c’est le nom de la femme d’un notable de Lesbos, femme dont Sappho fut très amoureuse, le nom à résonance archaïque d’une belle fille lointaine. »

— Iannis Xenakis,
La pièce est publiée aux éditions Salabert.

## Effectif
L'instrumentation utilisée pour cette pièce est particulière :
- clarinette
- basson (aussi contrebasson ad libitum)
- cor
- contrebasse
- quatuor à cordes

## Discographie sélective
Cette pièce est jouée rarement et a été enregistrée par la formation de la première : l'Octuor de Paris. 
- The Virtuoso Clarinet - Kari Kriikku avec  Avanti Chamber Orchestra (Performer), (label Finlandia FACD366, 1989) :
  - Magnus Lindberg (Ablauf ; Linea d'ombra)
  - Esa-Pekka Salonen (Meeting)
  - Olli Koskelin (Exalté)
  - Iannis Xenakis (Anaktoria)
  - Franco Donatoni (Clair)
  - Claudio Ambrosini (Capriccio, detto l'Ermafrodita)

- Anaktoria : pour huit musiciens, avec Ensemble intercontemporain ; Alexandre Bloch, direction, (édité par Cité de la musique, Paris, 2018)[3]